# Conferència de les Nacions Unides sobre Comerç i Desenvolupament
La Conferència de les Nacions Unides sobre Comerç i Desenvolupament (CNUCID o UNCTAD, de l'anglés: United Nations Conference on Trade and Development) s'establí en 1964 com un cos intergovernamental permanent de les Nacions Unides. La UNCTAD és el principal òrgan de l'Assemblea General de l'ONU per als assumptes relacionats amb el comerç, les inversions i el desenvolupament. Els objectius de l'organització són "maximitzar les oportunitats comercials, d'inversió i desenvolupament dels països en vies de desenvolupament així com l'assistència en els seus esforços per a integrar-se en l'economia mundial" (extret de la pàgina Web oficial).

## Història i situació actual
Es creà en 1964 per iniciativa de l'ONU per a promoure el comerç dels països en desenvolupament, estabilitzar els preus de les seues exportacions i eliminar les barreres d'entrada als països industrials. Les seues finalitats no són albergar negociacions, sinó servir de camí a propostes que es transmetran posteriorment a altres organismes com el GATT (OMC) i el FMI. El seu major èxit en els primers anys de funcionament fou la proposta del Sistema Generalitzat de Preferences de 1971 que aconseguí que fos acceptat pel GATT.
En l'actualitat, l'UNCTAD compta amb 195 estats membres i la seva seu es troba a Ginebra, Suïssa. L'UNCTAD disposa d'una plantilla de més 700 membres i un pressupost anual regular d'aproximadament de més 79 milions de dòlars estatunidencs així com uns fons extraordinaris d'assistència tècnica d'uns 59 milions de dòlars estatunidencs. En canvi, l'acaparador pes que en ella tenen els països subdesenvolupats junt amb els seus mètodes assemblearis de funcionament disminuïen la seva eficàcia fent que quasi sempre els seus pressupostos no passassin de ser denúncies inútils o exigències als països industrialitzats impossibles de portar a la pràctica.
En l'actualitat se centra en les següents tasques:
- Anàlisi de la globalització i el seu efecte sobre les estratègies de desenvolupament.
- Foment del comerç internacional de béns i serveis i productes bàsics ajudant als països en desenvolupament a aprofitar els efectes positius de la globalització i la integració econòmica.
- Foment de la inversió i de la transferència de tecnologia als països en desenvolupament.
- Ajuda a la creació d'infraestructures de serveis per al desenvolupament i eficiència comercial.
- Presta una atenció especial als països menys avançats, sense litoral e insulars.